# Igreja São Francisco (Castro)
A Igreja São Francisco (em castelhano:  Iglesia de San Francisco) conhecida também como como Igreja do apóstolo Santiago é um templo católico localizado na praça de armas da ciudade de Castro, na comuna chilota homónima da ilha de Chiloé, Chile, que faz parte do grupo de 16 igrejas de madeira de Chiloé qualificadas como Monumento Nacional de Chile e reconhecidas como Património da Humanidade pela Unesco.
É conhecida também de forma errónea como a "Catedral", que em realidade se encontra em Ancud, cabeceira da diocese homónima, em mudança este templo é cabeceira de uma das 24 parroquias que compõem esta diocese. Possui uma superfície de 1.404 m2, um largo de 52 m e uma altitude de 27 m; ademais, conta com uma cúpula sobre o presbiterio de 32 m e a altitude de suas torres é de 42 m.